# Шмаров, Валерий Николаевич
Вале́рий Никола́евич Шма́ров (укр. Вале́рій Микола́йович Шма́ров; 14 августа 1945, село Желобы — 14 октября 2018, Киев) — украинский политический деятель.
С 10 октября 1994 по 8 июля 1996 года — министр обороны Украины, Доктор технических наук (2006), профессор Национального авиационного университета (2004), директор Аэрокосмического института (с 05.2005), профессор; президент Ассоциации предприятий авиапромышленности Украины «Укравиапром».

## Биография

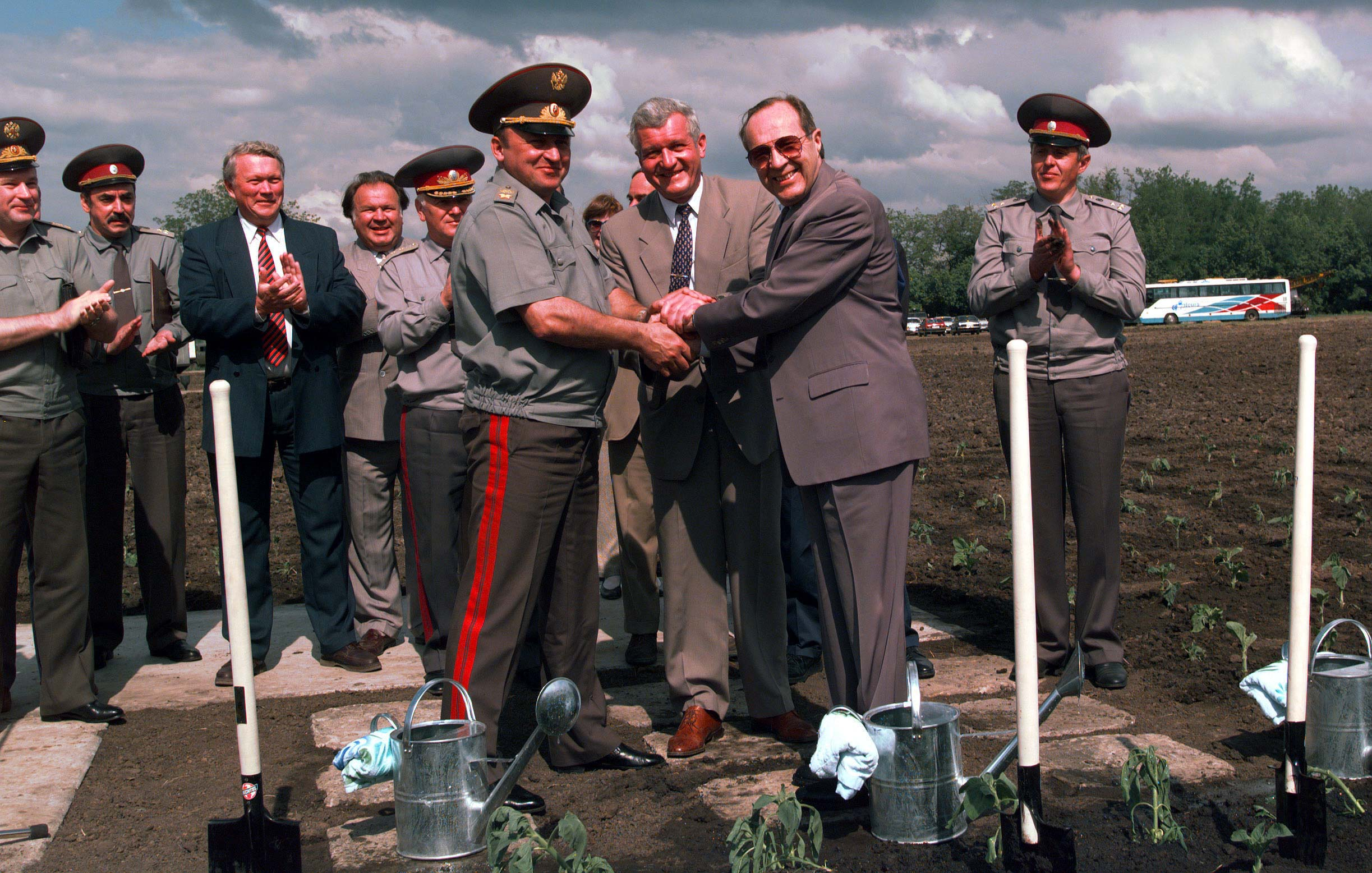
Министр обороны России генерал армии П. С. Грачёв, министр обороны Украины В. Н. Шмаров и министр обороны США Уильям Перри. 4 июня 1996 года.

Родился 14 августа 1945 года; украинец; отец Николай Петрович (1914—1968); мать Ефросиния Иосифовна (1923—2006); жена Ольга Викторовна (1947) — преподаватель военного лицея; дочь Екатерина (27 июля 1968 — 20 октября 2012) — инженер и блогер; сын Тимур (1976) — офицер.
Образование: Киевский техникум радиоэлектроники (1966), радиотехник; Киевский университет им. Т. Шевченко (1972), экономист; кандидатская диссертация «Принципы построения лазерных систем определения местной вертикали космического аппарата» (1996); докторская диссертация «Методы дистанционного контроля геометрических параметров крупногабаритных изделий» (Национальный авиационный университет, 2006).
- Июнь 1993 — июль 1995 — Вице-премьер-министр Украины по вопросам деятельности ВПК.
- С 25 августа по 10 октября 1994 года — и. о. Министра обороны Украины.
- Октябрь 1994 — июль 1995 — Вице-премьер-министр — Министр обороны Украины.
- 10 октября 1994 — 8 июля 1996 — Министр обороны Украины.

В 1996 году состоялся громкий судебный процесс против газеты «Вечерний Киев», инициированный министром обороны Украины Валерием Шмаровым.
- С мая 1998 по май 2002 года — народный депутат Украины 3-го созыва, избранный по избирательному округу № 173 Харьковской области. Явка 59,8 % (за 31,4 %, 18 % против). На время выборов президент Ассоциации государственных предприятий авиационной промышленности «Укравиапром». Член фракции НДП (май 1998 — февраль 2000), член группы «Солидарность» (с февраля 2000). Член Комитета по вопросам национальной безопасности и обороны (с июля 1998).
- С июля 1997 — президент Ассоциации «Укравиапром».
- Апрель 2002 — кандидат в народные депутаты Украины, избирательный округ № 220, город Киев, самовыдвижение. За 4,15 %, 5 с 21 претендентов. На время выборов: народный депутат Украины, член Украинской партии «Единство».
- 13 июня 2002 — 3 мая 2005 — генеральный директор Государственной компании экспорта и импорта продукции и услуг военного и специального назначения.

Депутат Киевского областного совета народных депутатов (май 1990—июль 1994).
Был членом президиума Совета национальной безопасности при Президенте Украины.
Действительный член Украинской технологической академии (1996).
Автор (соавтор) около 40 научных работ по вопросам диагностики поверхностей сложной формы с помощью лазерных дальномеров.
Владел английским языком. Увлечение: историческая литература, театр, плавание, садоводство.
Умер 14 октября 2018 года в Киеве.

## Награды
- Орден «За заслуги» III ст. (2010)[3].
- Лауреат Государственной премии Украины в области науки и техники (2002).
- Орден Трудового Красного Знамени (1988),
- Орден «Знак Почёта» (1976)
- Медали.
- Именное огнестрельное оружие (август 1995).
- Почётная грамота КМ Украины (август 2000).
- Почётная грамота ВР Украины (2005).